# Tea sandwich
Il tea sandwich è un panino britannico di piccole dimensioni e senza crosta servito durante l'ora del tè. Tra gli ingredienti usati per preparare i tea sandwich vi sono il salmone affumicato, le olive, gli ortaggi (un ingrediente particolarmente comune è il cetriolo), la crema di formaggio e le confetture.

## Storia
La storia dei tea sandwich va di pari passo con quella del tradizionale tè del pomeriggio. L'inventrice di tale ricorrenza, Anne Stanhope (1783–1857), era infatti solita mangiare panini e dolcetti con il tè intorno alle 4 del pomeriggio. Quando lei iniziò a coinvolgere amici e parenti ai suoi pasti, rese questa abitudine una tradizione dapprima diffusa nelle sole classi sociali più alte e poi anche tra i ceti meno abbienti. Oggi i tea sandwich vengono serviti durante i pasti pomeridiani nel Regno Unito.